# Шварцнауслиц
Шварцнауслиц или Чо́рне-Но́слицы (нем. Schwarznaußlitz; в.-луж. Čorne Noslicy) — деревня в Верхней Лужице, Германия. Входит в состав коммуны Обергуриг района Баутцен в земле Саксония. Подчиняется административному округу Дрезден.

## География
Находится на юго-запад от Баутцена. На юге от деревни находится обширный лесной массив, в котором находится холм Шафберг (336 м.). Через деревню проходит автомобильная дорога К 7251, соединяющая её с Обергуригом и Зингвицем.
Соседние населённые пункты: на севере – деревня Слонкецы коммуны Добершау-Гаусиг, на северо-востоке  – деревня Джежникецы, на востоке – административный центр коммуны Обергуриг.

## История
Впервые упоминается в 1241 году под наименованиями Nowazodlicz, Nowosedlicz.
С 1936 по 1950 год входила в коммуну Мёнхсвальде. С 1950 года входит в современную коммуну Обергуриг.
В настоящее время деревня входит в состав культурно-территориальной автономии «Лужицкая поселенческая область», на территории которой действуют законодательные акты земель Саксонии и Бранденбурга, содействующие сохранению лужицких языков и культуры лужичан .
Исторические немецкие наименования.
- Nowazodlicz, Nowosedlicz, 1241
- Swarczen Nusselicz, Swarczin Nusselwicz, 1430
- Swarczin Nawsslicz, 1433
- Swartcze Nawsselwitcz, 1470
- Schwartz Naußlitz, 1555

## Население
Официальным языком в населённом пункте, помимо немецкого, является также верхнелужицкий язык.
Согласно статистическому сочинению «Dodawki k statisticy a etnografiji łužickich Serbow» Арношта Муки в 1884 году в деревне проживало 225 человек (из них — 206 серболужичан (92 %)).
| 1834 | 1871 | 1890 | 1910 | 1925 |
| ---- | ---- | ---- | ---- | ---- |
| 195  | 208  | 282  | 314  | 459  |